# Fundación Universitaria Juan de Castellanos
La Fundación Universitaria Juan de Castellanos es una institución privada de educación superior de la ciudad de Tunja, en Colombia, que cuenta con un sistema de gestión de la calidad; cuyo nombre es en honor al sacerdote español Juan de Castellanos, fallecido en la ciudad de Tunja.

## Historia
En 1987, mediante la Resolución 2085 del 24 de marzo de 1987, el Ministerio de Educación Superior dio vía libre a la creación del Instituto Universitario Juan de Castellanos, con la misión de impartir formación universitaria de acuerdo con la legislación colombiana y canónica. Allí, abrió su primera cohorte de la Licenciatura en Ciencias Religiosas el 4 de marzo de 1989. 
En los 90 amplió su cobertura con el programa de Tecnología en Producción Agraria, de la cual surgiría luego el programa de Agrozootecnia (hoy, Ingeniería Agropecuaria) y una Especialización en Gerencia Agraria. De la naciente Facultad de Educación, brotarán las especializaciones en Ética y Pedagogía y Lúdica Educativa.
En la década de los años 2000, se empezó a ofertar los programas académicos de Ingeniería de Sistemas, Trabajo Social y Medicina Veterinaria, por lo cual tuvo que buscar una instalación más grande, el edificio Álvaro Castillo Dueñas, el cual fue inaugurado el 17 de octubre de 2008. Igualmente, es esta década, mediante el Acuerdo 167 del 25 de septiembre de 2001, se produjo el cambio de su naturaleza jurídica, obteniendo el carácter de “Fundación Universitaria Juan de Castellanos”.
Debido al crecimiento de la Institución en cuanto a número de facultades, programas académicos y estudiantes, el 29 de noviembre del 2011 inauguró el edificio Crisanto Luque, donde antiguamente funcionaba la Curia Arzobispal. Así mismo, cuenta con la Clínica Veterinaria San Francisco de Asís y el Campus. Este último con proyección para construir edificios y ofertar nuevos programas académicos.

## Símbolos
- Bandera: está compuesta por tres franjas horizontales (verde, amarillo y azul). En el medio, se ubica el escudo de la Institución Universitaria.
- Colores: verde (crecimiento, grandeza, elevación), amarillo (luz, intelecto, fe, bondad) y azul (verdad, transparencia, lealtad).
- Escudo: dentro del círculo (que significa totalidad, eternidad y perfección original), se encuentra un árbol (que representa vida, conocimiento y crecimiento) con una llama (símbolo de iluminación divina del espíritu y purificación; sabiduría que viene de Dios) y una estrella (inspirada en la estrella de Belén que siguieron los reyes magos, por lo que se entiende como presencia y guía divina que ilumina). Además, se complementa con una aureola y una cruz, que indican el conocimiento y el punto de comunicación entre lo divino y lo terrenal.
- Himno: está conformado por cinco estrofas que dan cuenta de la educación integral que se les brinda a los estudiantes, para que sean ellos los que consoliden la nueva civilización y preserven la casa común.

## Programas académicos
La Fundación Universitaria Juan de Castellanos cuenta con cinco facultades, desde las cuales se ofrecen programas académicos de pregrado y posgrado.

#### Facultad de Ciencias Agrarias y Ambientales
| Programa                             | Jornada | Semestres | Nivel académico |
| ------------------------------------ | ------- | --------- | --------------- |
| Medicina Veterinaria                 | Diurna  | 10        | Pregrado        |
| Especialización en Gestión Ambiental | -       | 2         | Posgrado        |

#### Facultad de Ciencias Sociales y Económicas
| Programa                                                                                       | Jornada           | Semestres             | Nivel académico |
| ---------------------------------------------------------------------------------------------- | ----------------- | --------------------- | --------------- |
| Administración Turística y Hotelera                                                            | Diurna / Especial | 8                     | Pregrado        |
| Contaduría Pública                                                                             | Diurna / Especial | 9                     | Pregrado        |
| Trabajo Social                                                                                 | Diurna / Especial | 10                    | Pregrado        |
| Administración de Empresas                                                                     | Diurna / Especial | 8                     | Pregrado        |
| Especialización en Gestión Estratégica Empresarial                                             | -                 | 2                     | Posgrado        |
| Especialización en Alta Dirección y Auditoría en Instituciones de Salud                        | -                 | 2                     | Posgrado        |
| Especialización en Familia y Vínculos Intergeneracionales                                      | -                 | 3 períodos académicos | Posgrado        |
| Especialización en Gerencia del Talento Humano                                                 | -                 | 2                     | Posgrado        |
| Especialización en Normas Internacionales de Auditoría, Control y Aseguramiento de Información | -                 | 2                     | Posgrado        |

#### Facultad de Ciencias de la Educación, Humanidades y Artes
| Programa                                                             | Jornada | Semestres             | Nivel académico |
| -------------------------------------------------------------------- | ------- | --------------------- | --------------- |
| Artes Visuales                                                       | Diurna  | 8                     | Pregrado        |
| Ciencias del Deporte y de la Actividad Física                        | Diurna  | 9                     | Pregrado        |
| Licenciatura en Educación Física, Recreación y Deportes              | Diurna  | 10                    | Pregrado        |
| Música                                                               | Diurna  | 8                     | Pregrado        |
| Especialización en Lúdica Educativa                                  | -       | 3 períodos académicos | Posgrado        |
| Especialización en Educación e Intervención para la Primera Infancia | -       | 3 períodos académicos | Posgrado        |
| Especialización en Gestión Educativa y Curricular                    | -       | 3 períodos académicos | Posgrado        |
| Especialización en Clima Escolar                                     | -       | 3 períodos académicos | Posgrado        |
| Especialización en Educación Inclusiva                               | -       | 3 períodos académicos | Posgrado        |
| Especialización en Innovación Pedagógica                             | -       | 3 períodos académicos | Posgrado        |
| Especialización en Entrenamiento de Fútbol                           | -       | 2                     | Posgrado        |

#### Facultad de Ciencias Jurídicas y Políticas Internacionales
| Programa                                                                        | Jornada           | Semestres | Nivel académico |
| ------------------------------------------------------------------------------- | ----------------- | --------- | --------------- |
| Derecho                                                                         | Diurna / Especial | 10        | Pregrado        |
| Especialización en Derecho Procesal Constitucional y Contencioso Administrativo | -                 | 2         | Posgrado        |

#### Facultad de Ingeniería y Ciencias Básicas
| Programa                                              | Jornada           | Semestres | Nivel académico |
| ----------------------------------------------------- | ----------------- | --------- | --------------- |
| Ingeniería Ambiental                                  | Diurna            | 9         | Pregrado        |
| Ingeniería Civil                                      | Diurna            | 9         | Pregrado        |
| Ingeniería de Sistemas                                | Diurna / Especial | 9         | Pregrado        |
| Maestría en Tecnologías de la Información             | -                 | 4         | Posgrado        |
| Especialización en Internet de las Cosas              | -                 | 2         | Posgrado        |
| Especialización en Sistemas de Información Geográfica | -                 | 2         | Posgrado        |

* Registro Alta Calidad, Resolución 9750 del 11 de noviembre de 2019 (vigencia de 4 años).

## CAT (Centro de Asistencia a Tutorías)
Gracias a los CAT la Fundación Universitaria Juan de Castellanos se encuentra en varias ciudades principales de Colombia, donde ofrece especializaciones y cursos de escalafón en modalidad a distancia tradicional con herramientas virtuales para todos aquellos que no tienen la posibilidad de estudiar en Tunja o en otras universidades del país.
| Programas de posgrado a distancia                                    | Semestres             | Ciudades en las que se oferta                                                        |
| -------------------------------------------------------------------- | --------------------- | ------------------------------------------------------------------------------------ |
| Especialización en Clima Escolar                                     | 3 períodos académicos | Barranquilla, Bogotá, Cartagena, Granada, Medellín, Montería, Pasto y Tunja.         |
| Especialización en Educación e Intervención para la Primera Infancia | 3 períodos académicos | Tunja                                                                                |
| Especialización en Educación Inclusiva                               | 3 períodos académicos | Apartadó, Bogotá, Cartagena, Cartago, Medellín, Montería, Pasto, Tunja y Valledupar. |
| Especialización en Gestión Educativa y Curricular                    | 3 períodos académicos | Bogotá, Bucaramanga, Cartagena, Cartago, Caucasia, Popayán, Tunja y Valledupar.      |
| Especialización en Innovación Pedagógica                             | 3 períodos académicos | Barranquilla, Bogotá, Cartagena, Medellín, Pasto, Popayán, Tunja y Valledupar.       |

## Especializaciones virtuales

#### Especialización en Lúdica Educativa
Busca analizar los diferentes elementos conceptuales, pedagógicos, didácticos y curriculares en el desarrollo de procesos de enseñanza y de aprendizaje. Integra la lúdica en el diseño de propuestas alternativas de formación en diversas poblaciones y genera procesos de transformación de los entornos a nivel educativo, social y cultural desde las tecnologías del aprendizaje y el conocimiento y en ejercicios de investigación.

## Instalaciones

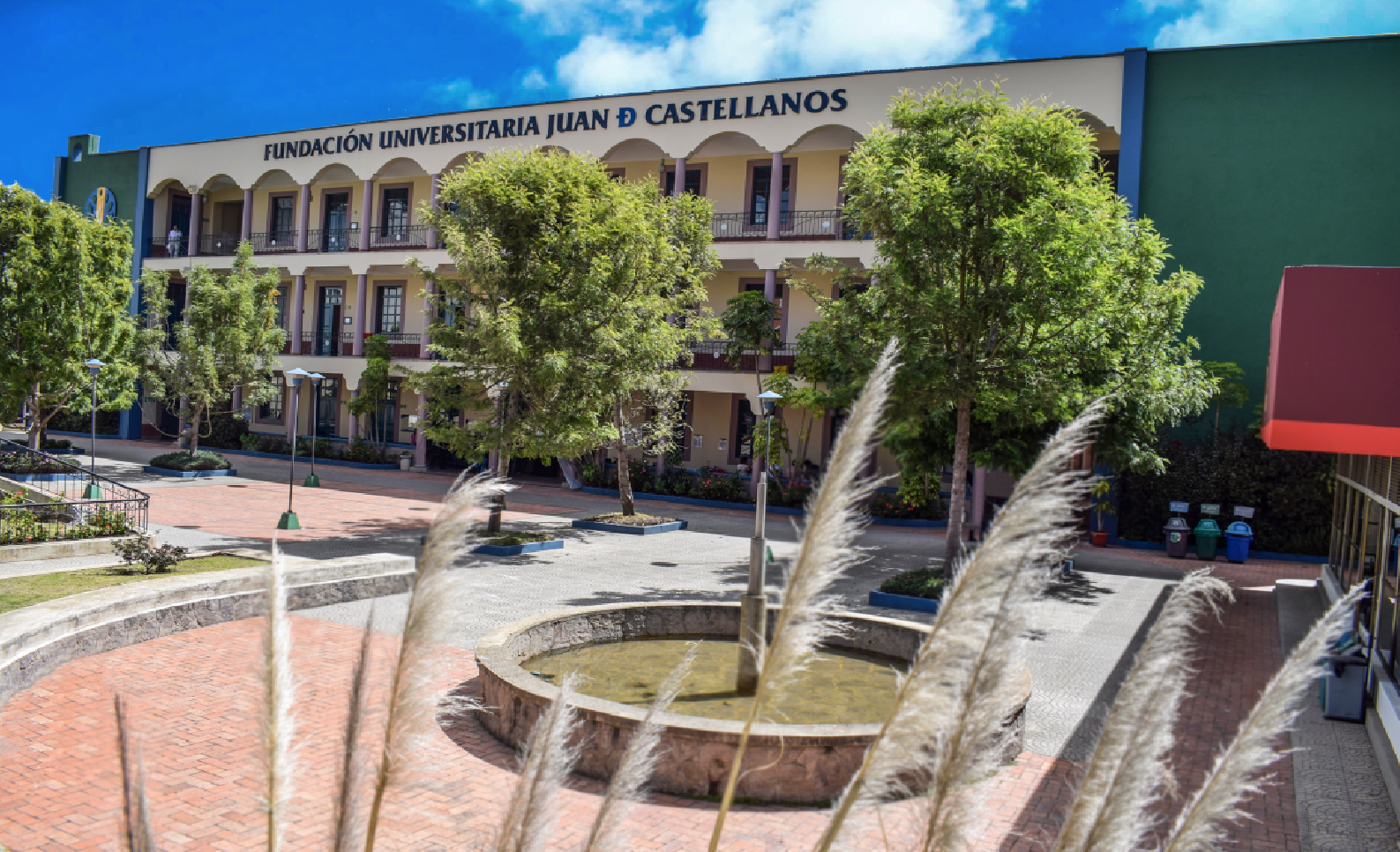
Edificio Álvaro Castillo Dueñas

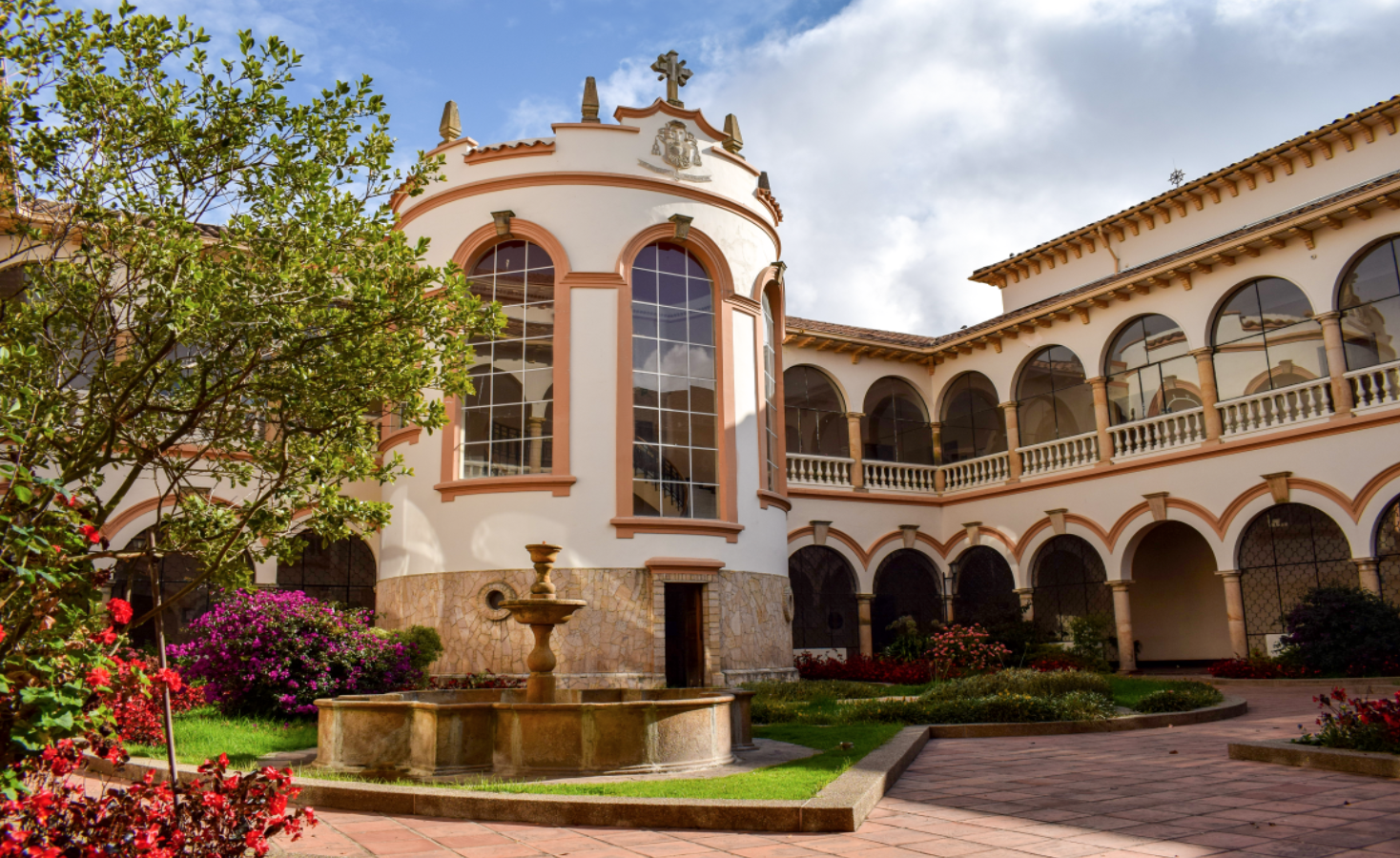
Edificio Crisanto Luque

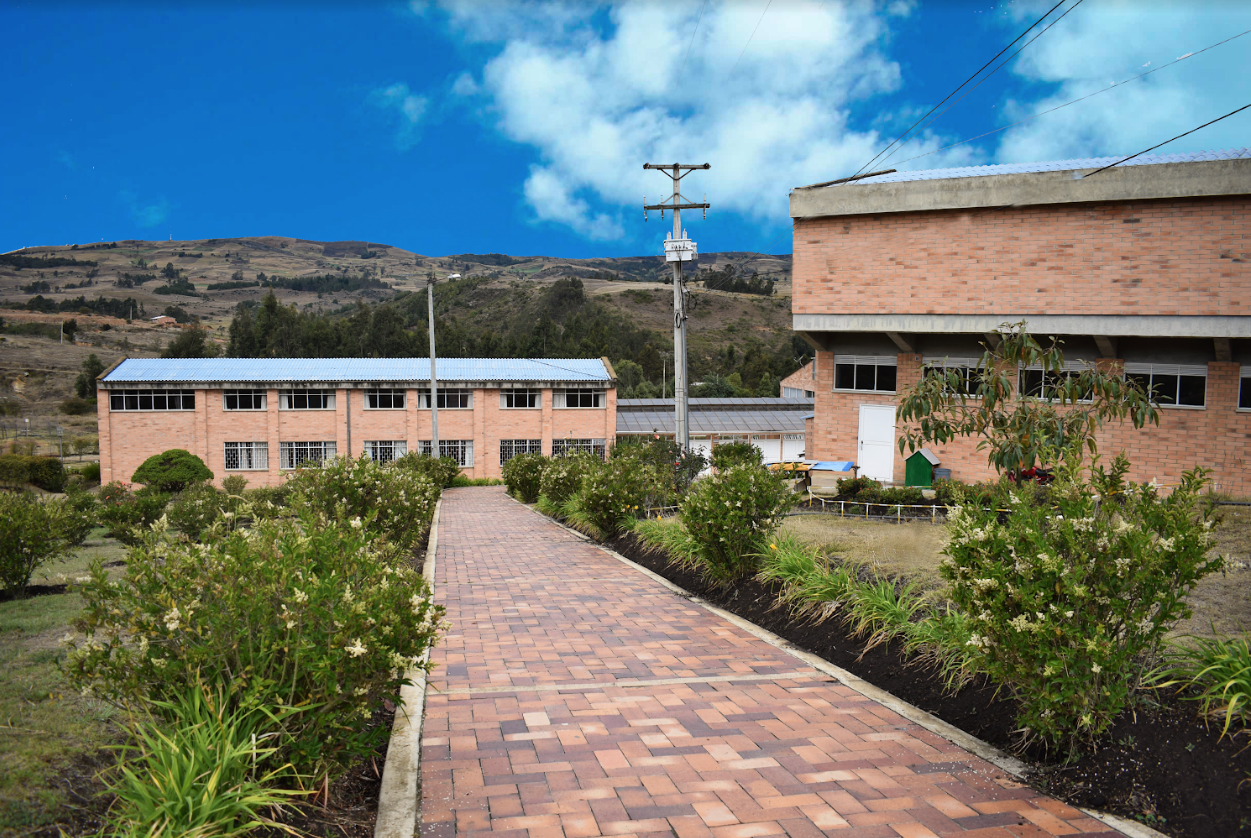
Campus

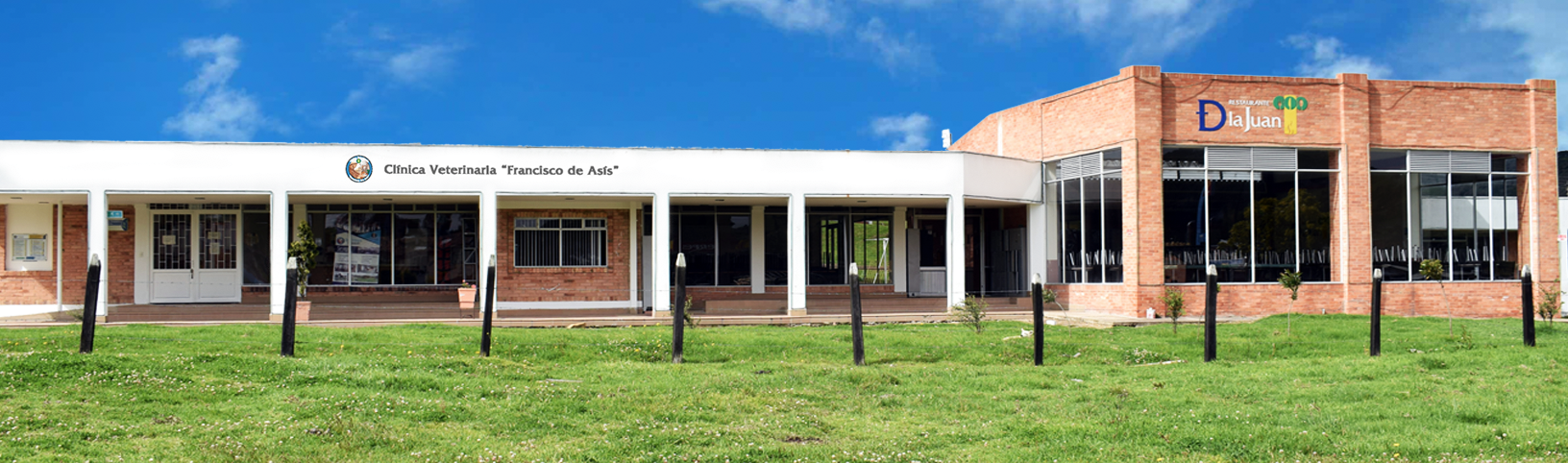
Clínica Veterinaria San Francisco de Asís

#### Edificio Álvaro Castillo Dueñas
Ubicado en la Carrera 11 # 11-44 (Tunja, Boyacá), es el edificio principal donde se encuentra la Facultad de Ciencias Agrarias y Ambientales, la Facultad de Ciencias de la Educación, Humanidades y Artes, la Facultad de Ingeniería y Ciencias Básicas, la Unidad de Editorial y La Dirección General de Investigación e Innovación. 

#### Edificio Crisanto Luque
Ubicado en el Centro Histórico de la ciudad de Tunja, en la Calle 17 # 9-85. Allí se encuentra la Facultad de Ciencias Sociales y Económicas, la Facultad de Ciencias Jurídicas y Políticas Internacionales, el Departamento de Idiomas, la Emisora Juan de Castellanos y el Consultorio Jurídico.   

#### Campus
Ubicado en el kilómetro 1 vía Tunja-Villa de Leyva, cuenta con más de 130 hectáreas, en las cuales se imparte la formación de la Licenciatura en Educación Física, Recreación y Deportes, y del programa de Ingeniería Civil. Por su superficie, esta es la instalación de mayor proyección de la Fundación. 

#### Clínica Veterinaria San Francisco de Asís
Ubicada en el municipio de Soracá (Boyacá), tiene dos objetivos concretos: uno, servir para la práctica de los estudiantes del programa de Medicina Veterinaria; y el otro, prestar el servicio de salud (medicina preventiva, consulta, cirugía, hospitalización, medicina interna, imageneología, laboratorio de análisis clínico) a los animales de los campesinos de la región. Esta clínica se construyó con la asesoría de la Universidad de Parma (Italia), y de algunos docentes de la Universidad Nacional de Colombia.

#### Edificio Monseñor Luis Augusto Castro Quiroga
Ubicado en el Campus de la Fundación Universitaria Juan de Castellanos, es una construcción con tecnología vanguardista que tiene áreas muy flexibles y ordenadas, dispuestas para aulas. Además, presenta numerosos y amplios laboratorios con herramientas (como, por ejemplo, la Máquina Universal) para lograr una formación de calidad de nuestros estudiantes de la Facultad de Ingeniería y Ciencias Básicas. Este se inauguró en marzo de 2020. 

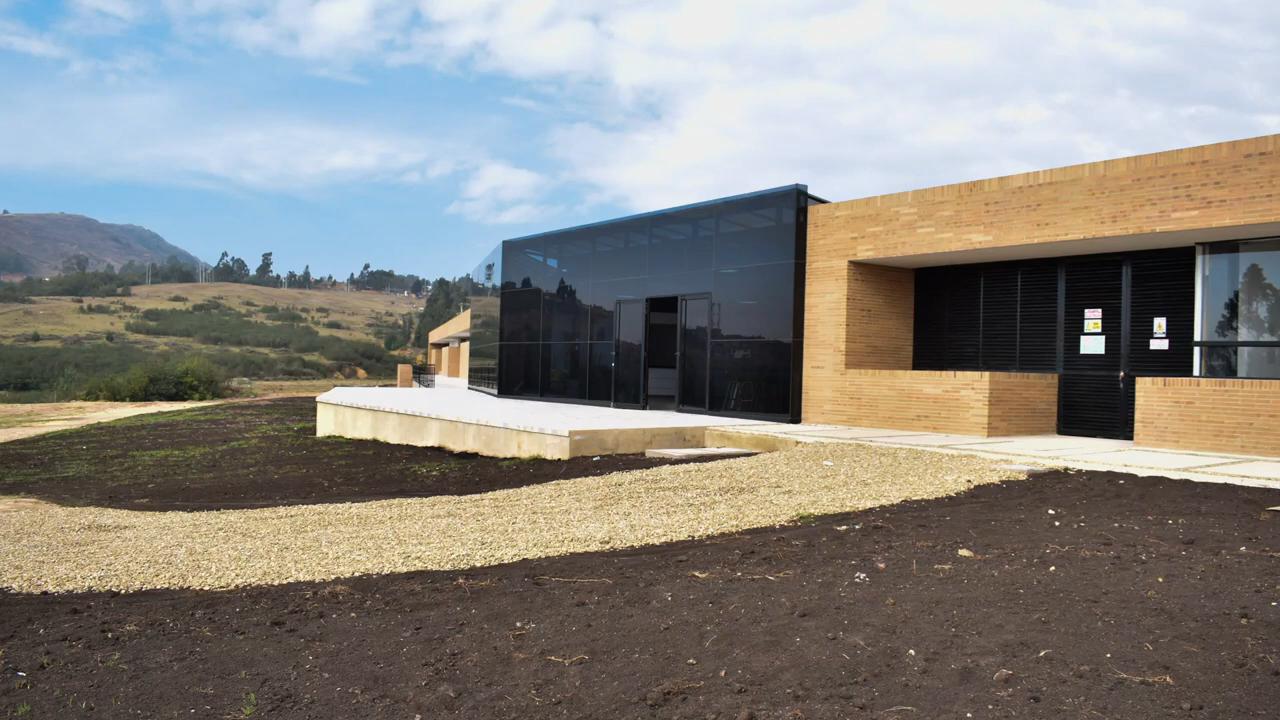
Edificio Monseñor Luis Augusto Castro Quiroga